# Rule Interchange Format
Rule Interchange Format (RIF) — формат обміну правилами.

## Інформація
Формат обміну правилами (RIF) є Рекомендацією консорціуму W3C. RIF є частиною інфраструктури семантичного вебу, а також (в основному) RDF і OWL.
Хоча спочатку RIF передбачався багатьма як шар правил в пирозі Семантичного Вебу, насправді розробка RIF заснована на висновку про те, що існує багато мов правил, і все, що потрібно, — це обмін правилами між ними.
Мова RIF має три діалекти: діалект ядра (Core), або базовий, який розширюється в діалект базової логіки (Basic Logic Dialect, BLD) та діалект продукційних правил (Production Rule Dialect, PRD).

## Історія
Робоча група зі створення RIF була створена наприкінці 2005 року. Серед цілей роботи цієї групи було створення умов для створення комерційних правил. Поштовхом для розробки формату обміну між існуючими системами правил став семінар навесні 2005 року, на якому стало ясно, що одна мова правил не може задовольнити потреби всіх зацікавлених сторін. RIF набув статусу Рекомендації W3C 22 червня 2010 року.